# NSO Group
NSO Group Technologiesとは、スパイウェアのPegasusなどを開発している、イスラエルの企業である。複数の国の政府などが顧客であり、同社が開発したスパイウェアはジャーナリストや人権活動家、企業経営者の監視に使用されている。AppleやFacebookはユーザーを監視したなどとして同社に対して訴訟を起こしている。アメリカ政府は2021年に、国家安全保障と外交政策上の利益に反する行為をしたとしてNSOグループをエンティティリストに含め、米国企業によるNSOグループの製品供給を事実上禁止した。

## 概要
NSO Group Technologiesは2010年設立のイスラエルの企業であり、社員には8200部隊出身者が多いとされる。

## Pegasus
Pegasus（ペガサス）は同社が開発したモバイル端末をターゲットにしたスパイウェアである。Forbidden Stories、アムネスティ・インターナショナルのセキュリティラボおよび複数の報道機関の調査により存在が明らかになった。

## 訴訟
2019年10月30日、Facebookは「NSO GroupがWhatsApp（Facebook傘下）を通してユーザーの端末に侵入するエクスプロイトを作成し、約1400台の端末にマルウェアを送りつけた」としてカリフォルニア州の裁判所に訴えを起こした。
2021年11月23日、Appleは「Appleユーザーに対する監視と標的設定への責任を問う」ためNSO Groupとその親会社を提訴した。